# Moses Cordovero
Rabbi Mose ben Jakob Cordovero (hebräisch משה קורדובירו Moshe Kordovero) (* 1522 wahrscheinlich im Osmanischen Reich; † 27. Mai 1570 in Safed), Akronym: RaMaK, war einer der wichtigsten jüdischen Mystiker und Kabbalisten. Er lehrte von 1540 bis zu seinem Tode im galiläischen Ort Safed (hebräisch „Zefat“), das als bedeutendstes Zentrum der spirituellen Tradition des Judentums gilt. RaMaK kann formal den Acharonim (die ‚Letzten‘) zugeordnet werden.

## Biografisches
Cordoveros Vorfahren gehörten dem sephardischen Judentum an und stammten von der Iberischen Halbinsel. Sie wurden nach der Vertreibung der Juden aus Spanien 1492 zur Flucht gezwungen. Der Geburtsort Cordoveros ist unbekannt. Gesichert ist lediglich der Beginn seines Aufenthalts in Safed im Jahr 1540. Dort studierte er mehrere Jahre bei den Rabbinern Josef Karo (1488–1575), dem Verfasser des Schulchan Aruch, und Schlomo ha-Levi Alkabez (1505–1576). Der bedeutendste Schüler Cordoveros war der Kabbalist Isaak Luria.

## Lehre
Cordovero wirkte als Lehrer von Tora und Talmud sowie als Jurist und Richter (Beth Din). Daneben verfasste er mehrere spirituelle Schriften. Diese sind vor allem beeinflusst vom Hauptwerk der Kabbala, dem Buch Sohar, und kommentieren dieses. Sein Hauptwerk ist die umfangreiche Schrift Pardes Rimonim (hebr. ‚Garten der Granatäpfel‘), in der er die Dynamik der Schöpfung in 32 „Toren“ als Wege und Stationen zur Erlangung der Weisheit aufzeigt. Das Bild der 32 Tore stammt aus einem der ältesten Werke der Kabbala, dem Sefer Jetzira. Die Dimensionen dieses Weges entsprechen den 10 Sephiroth. Das Werk enthält neben ethischen Betrachtungen auch Lehren zum mystischen Gehalt der hebräischen Sprache.
Auch in seinen weiteren Schriften, vor allem dem Tomer Debora (‚Palmbaum der Debora‘), betont Cordovero die unauflösliche Einheit spiritueller Erkenntnis und ethischen Handelns. Dazu dient ihm das Bild einer menschlichen „Nachahmung Gottes“, der sich liebevoll der Welt und dem Menschen zuwendet.

## Werke
- Pardes Rimonim (Garten der Granatäpfel, 1548, Erstdruck Saloniki 1584)
- Or ne'erav (Freundliches Licht, 1547–1570, Venedig 1587)
- Sefer Geruschin (Buch der Scheidungen, mit Maggid-Offenbarung, 1550 – Druck Venedig 1553/1602)
- Shi'ur Koma (Maß der Größe, 1550–1570 – Druck Warschau 1883)
- Tomer Deborah (Palmbaum der Deborah, 1560–1568 – Druck Venedig 1589), auf booksof.louisjacobs.org , englische Übersetzung von Louis J. Jacobs, 1960
- Or jaqar (Kostbares Licht, Kommentar zum Sohar, 1550–1570)
- Elimah [Rabbati] (Nach Elim [vgl. Ex 15,27], 1560–1568, Lemberg 1881)
- Perush Seder Avodat Jom-Ha-Kippurim (Venedig 1587)
- Sivche Shlamim (Lublin 1613)
- Tefilla le-Moshe (Przemysl 1892)